# ناوكي أيرومورا
ناوكي أيرومورا (باليابانية: 有村 直紀) (مواليد 25 أبريل 1987)، هو لاعب كرة قدم سابق كان يلعب كلاعب وسط.

## وصلات خارجية
- ناوكي أيرومورا على موقع عالم كرة القدم.نت (الإنجليزية)